# STV Fair Jeanne
Le STV Fair Jeanne est un brick-goélette canadien. Il est exploité par la Bytown Brigantine, Inc. , un organisme de bienfaisance de la jeunesse d'Ottawa. Il navigue comme navire-école sur les Grands Lacs.
. Son sister-ship, le STV Black Jack, est également utilisé par ce même organisme sur la rivière des Outaouais, entre le Yacht Club d'Ottawa et Quyon
Son port d'attache actuel est Kingston en Ontario.

## Histoire
Le Fair Jeanne a été construit par le capitaine Thomas G. Fuller (en) à son domicile de Britannia Bay à Ottawa de en 1978 à 1980, date où il a été lancé. Il a d'abord servi de yacht familial durant quelques années dans les Caraïbes.
En 1984, à la fondation de l'association Bytown Brigantine, le vieux STV Black Jack est utilisé comme navire-école. Quelques années après le STV Fair Jeanne le rejoint pour élargir les programmes de formation aux jeunes de 15 à 18 ans.
Il propose aussi des croisières de formation aux Cadets de la Marine royale canadienne et aux Girl Guides of Canada.
Il participe aussi à quelques rassemblements de voiliers  au Canada.